# Treptowers
El Treptowers es un complejo de edificios con un imponente rascacielos localizado en Treptow distrito de Berlín. Terminado en 1998, el complejo de edificios está situado junto al río Spree. Su nombre "Treptowers" es una palabra formada por Treptow (alemana) y la palabra inglesa towers (torres). Esta edificación forma el segundo rascacielos más alto de Berlín actualmente(2010) tras la torre Park Inn Berlín

## Historia
El complejo Treptowers consta de cuatro edificios y es el resultado de un concurso de arquitectura que se organizó en 1993 en Berlín. El ganador fue el arquitecto Gerhard Spangenberg. El estudio de arquitectos Schweger und Partner formado por Reichel Stauth Brunswick y un grupo de arquitectos llevó a cabo la planificación detallada y la construcción.
Los 125 metros de altura de la torre del edificio son directamente visibles desde donde se encuentra el río Spree y el puente Elsenbrücke. Es el edificio de oficinas más alto de Berlín y ofrece y representa un espacio urbano diferente al que ha sido el dominante en el desarrollo urbano de Berlín-Mitte en el interior de la capital alemana. Arquitectónicamente, se trata de una torre de punto sobre una base cuadrada con un [Muro cortina|muro cortina] y una fachada de cristal. El tercio inferior de los bordes están cubiertos de piedras naturales que crean una referencia a la altura del edificio.
500 millones € costaron las obras para remodelar el complejo integrado por la construcción del "Elektro-Apparate-Werkeantiguo", que fueron construidos en 1926 por AEG, después de la Segunda Guerra Mundial y la expropiación de la zona, VEB Elektro-Aparecer-Werke Berlín-Treptow una empresa de propiedad estatal de la RDA se quedó la propiedad hasta el año 1995. 
El promotor del proyecto y constructor del nuevo edificio de oficinas fue Roland Ernst Urban GmbH. Después de la finalización, la empresa Allianz se hizo cargo del edificio que usan como sede de la sección berlinesa de la compañía. El letrero de neón de la empresa Allianz es visible en el techo desde muy lejos en todas direcciones. Durante la primera ocupación el letrero iluminado estuvo colocado a 15 metros de altura, pero luego tuvo que ser reducido 8 metros debido a la salida de luz fuerte, molesta especialmente para el tráfico aéreo. Por la noche, la torre se ilumina en el horizonte de Berlín.

Antes de que el edificio se encontrase allí, solo había una escultura de Jonathan Borofsky llamada "Molecule Man" de 30 metros de alto (en el río Spree), cuya figura indica la reunión tres de los distritos berlineses: Treptow, Kreuzberg y Friedrichshain que ahora se simbolizan aquí en este lugar. El Treptowers alberga en su interior una exposición permanente con más de 500 obras de arte de artistas contemporáneos. Además, el Gobierno Federal mantiene una oficina dentro del edificio.